# Lijst van beelden in 's-Gravenzande
Dit is een (onvolledige) lijst van beelden in 's-Gravenzande. Onder een beeld wordt hier verstaan elk driedimensionaal kunstwerk in de openbare ruimte van de deelgemeente 's-Gravenzande, waarbij beeld wordt gebruikt als verzamelbegrip voor sculpturen, standbeelden, installaties, gedenktekens en overige beeldhouwwerken. 's-Gravenzande is onderdeel van de gemeente Westland, zie Lijst van beelden in Westland voor een overzicht van heel de gemeente. 
| Naam                          | Geplaatst | Kunstenaar           | Straat                                | Materiaal | Afbeelding |
| ----------------------------- | --------- | -------------------- | ------------------------------------- | --------- | ---------- |
| Familie                       | 1989      | Ek van Zanten        | Acaciastraat                          |           |            |
| Wielrenner                    | 1991      | Jeanne van Tol       | Brederolaan / Flothuislaan            |           |            |
| Club                          | 2003      | Bastienne Kramer     | Gasthuislaan, school                  |           |            |
| Vogelfiguren                  | 2005      | Nhamo Chamutsa       | Gasthuislaan 151-189                  |           |            |
| Ring der Verbondenheid        | 2003      | Dick van Wijk        | Hoflaan / Veilingkade                 |           |            |
| Hermes                        | 1989      | Henny Zandjans       | Koning Willem III straat              |           |            |
| Paard                         |           | Eric Claus           | Langestraat                           |           |            |
| Elize                         | 2003      | Ada Stel-van Dijken  | Leeuweriklaan                         |           |            |
| Gravin Machteld               | 1996      | Ingrid Rollema       | Marktplein                            |           |            |
| De Oogst                      | 2003      | Louise Schouwenberg  | Naaldwijkseweg / Woutersweg           |           |            |
| Indië-monument Beukenhage     | 1998      | Steef Roothaan       | Naaldwijkseweg / Beukenhage           |           |            |
| Vogels                        |           | Paulus Reinhard      | Oudelandstraat / Populierenstraat     |           |            |
| De wassende reiger            | 1998      | Jan Meynard van Emst | Roerdomp / Karekiet                   |           |            |
| Westlander                    | 1995      | Niek Kortekaas       | Vaartplein                            |           |            |
| Druivenkrentster              | 1981      | Niek Kortekaas       | Geeststraat 1 (binnentuin)            |           |            |
| Paard en ruiter               |           | Henny Zandjans       | Geeststraat 1 (gemeentehuis)          |           |            |
| Drie Vogels                   |           | Gerard Smits         | Heuven Goedhartlaan                   |           |            |
| Harpspeelster                 |           | Fons Bemelmans       | Zandeveltplein                        |           |            |
| Wankel evenwicht              |           | Pépé Grégoire        | Kaaystraat                            |           |            |
| Beeld C                       |           | Nico Betjes          | Koningin Julianaweg                   |           |            |
| Life, stability and enjoyment |           | Jackie Bouw          | Koningin Julianaweg                   |           |            |
| Human signal                  |           | Wout Maters          | Naaldwijkseweg / BeukenhageBeukenlaan |           |            |
| Gevleugelde                   |           | Paulus Reinhard      | Sweelincklaan                         |           |            |
| Gevelontwerp                  |           | Eugenie Israël       | Zandeveltplein                        |           |            |